# Greta Zocca
Greta Zocca, née le 27 décembre 1974 à Vicence est une coureuse cycliste italienne, championne d'Italie sur route en 2001.

## Palmarès sur route
- 1992
  - Bernareggio
- 1994
  - Grand Prix de la Libération féminin
  - 2e du San Marino Gadesco
  - 2e du Trofeo Maccari
  - 2e du Trofeo Cogliati
  - 2e du San Giovanni in Marignano
- 1995
  - Memorial Michela Fanini
  - 1 étape du Tour de Sicile
  - 3e du Memorial Michela Fanini
- 1996
  - 2e du Grand Prix de la Libération féminin
- 1997
  - Maillot sprint du Tour d'Italie
  - GP Citta di Castenaso
  - 1re étape des Trois jours de Vendée
- 1998
  - Grand Prix de la Libération féminin
  - GP Carnevale d'Europa
  - Giro del Piave
  - 1re, 2e et 12e étapes du Tour d'Italie
- 1999
  - 2e étape de La Grande Boucle féminine internationale
- 2000
  - Grand Prix de la Libération féminin
  - Tour du lac Majeur
  - GP Carnevale d'Europa
  - 16e étape de La Grande Boucle féminine internationale
  - 2e du championnats d'Italie sur route
- 2001
  -  Championne d'Italie sur route
  - Grand Prix de la Libération féminin
  - 1re, 3e, 5e et 8e étapes du Tour d'Italie
  - 1 étape de Emakumeen Euskal Bira